# Nabenantrieb
Beim Nabenantrieb erfolgt die letzte Untersetzung nicht im Differentialgetriebe, sondern erst in der Radnabe. Daher drehen sich die Seitenwellen vergleichsweise bei gleicher Fahrzeuggeschwindigkeit schneller. Zur Übertragung gleicher Leistung müssen die Seitenwellen nach der Formel {\displaystyle P=M\cdot \omega } weniger Drehmoment übertragen und können daher leichter ausgeführt werden. Verwendung finden die Nabenantriebe unter anderem bei schweren geländegängigen Nutzfahrzeugen.
| {\displaystyle P}       | Leistung, SI-Einheit: [ W ]                  |
| {\displaystyle M}       | Moment, SI-Einheit: [ Nm ]                   |
| {\displaystyle \omega } | Winkelgeschwindigkeit, SI-Einheit: [ 1 / s ] |

Radnabenmotoren verlagern zusätzlich auch den Motor an sich in ein Gehäuse um die Radnabe. Dieser wird gängig als Elektromotor ausgeführt.